# Idiops pretoriae
Idiops pretoriae is een spinnensoort uit de familie van de valdeurspinnen (Idiopidae).
De wetenschappelijke naam van de soort werd in 1898 als Acanthodon pretoriae gepubliceerd door Reginald Innes Pocock.